# Hirpinus
Hirpinus is een geslacht van rechtvleugeligen uit de familie krekels (Gryllidae). De wetenschappelijke naam van dit geslacht is voor het eerst geldig gepubliceerd in 1855 door Stål.

## Soorten
Het geslacht Hirpinus  is monotypisch en omvat slechts de volgende soort:
- Hirpinus afer (Stål, 1855)